# Корчівська сільська рада (Сокальський район)
Корчівська сільська рада — колишній орган місцевого самоврядування у Сокальському районі Львівської області. Адміністративний центр ради — село Корчів.

## Загальні відомості
Водоймища на території, підпорядкованій даній раді: річка Солокія.

## Населені пункти
Сільській раді були підпорядковані населені пункти:
- с. Корчів
- с. Стаївка

## Склад ради
Рада складалася з 14 депутатів та голови.

### Керівний склад попередніх скликань
| ПІБ                          | Основні відомості                                                                 | Дата обрання | Дата звільнення |
| ---------------------------- | --------------------------------------------------------------------------------- | ------------ | --------------- |
| Сідельник Галина Григшорівна | Сільський голова, 1961 р.н., освіта, позапартійна                                 | 26.03.2006   | 31.10.2010      |
| Сідельник Галина Григорівна  | Сільський голова, 1962 р.н., освіта середня загальна, член Народного Руху України | 31.10.2010   |                 |

Примітка: таблиця складена за даними джерела